# Система футбольных лиг Испании
Чемпионат Испании по футболу  (исп. La Liga)— чемпионат профессиональных футбольных клубов Испании. Проводится с 1929 года, до этого футбол находился на любительском уровне.

## Структура
Первые два уровня (Примера и Сегунда) находятся под управлением Национальной профессиональной футбольной лиги (LFP), также называемой как Ла Лига.
Чемпионат Испании в высшем дивизионе, помимо названия Примера, также называется Ла Лига, турнир на втором уровне — Сегунда или Ла Лига 2 (спонсорские названия — LaLiga EA Sports и LaLiga Hypermotion).
Третьим по уровню дивизионом в сезонах 1929en и 1977/78—2020/21 была Сегунда Б, в сезонах 1929/30—1976/77 — Терсера (в сезонах 1977/78—2020/21 годах являлась четвёртым по уровню дивизионом). С сезона 2021/22 соревнования на уровнях с 3-го по 5-й проводятся в дивизионах, которые стали называться Первый дивизион Королевской испанской футбольной федерации, Второй дивизион Королевской испанской футбольной федерации и Третий дивизион Королевской испанской футбольной федерации (появился новый дивизион между Сегундой и Сегундой Б).

## Система лиг
| Уровень | Статус               | Категория | Учредитель                |
| ------- | -------------------- | --- | ------------------------- |
| 1       | Профессиональный     | Примера 20 команд | Nuevo logo de LaLiga      |
| 2       | Профессиональный     | Сегунда 22 команды | Nuevo logo de LaLiga      |
| 3       | Полупрофессиональный | Примера Федерасьон 40 команд, разделённые на две группы по 20 команды                                                   | Лого                      |
| 4       | Полупрофессиональный | Сегунда Федерасьон 90 команд, разделённые на пять групп по 18 команд                                                    | Лого                      |
| 5       | Полупрофессиональный | Терсера Федерасьон 324 команды, разделённые на 18 групп по 18 команд                                                    | Лого                      |
| 6 - 10  | Любительский         | Региональные лиги 19 региональных подразделений, включая Сеуту и Мелилью, с их различными территориальными категориями. | Территориальные федерации |

### Повышения и понижения
| Дивизион                        | Повышения                           | Повышения                                                 | Понижения                                           | Понижения                                           |
| Дивизион                        | Прямое повышение                    | Повышение через плей-офф                                  | Прямое понижение                                    | Понижение через плей-офф                            |
| ------------------------------- | ----------------------------------- | --------------------------------------------------------- | --------------------------------------------------- | --------------------------------------------------- |
| Примера (одна группа)           | -                                   | -                                                         | 3 команды ▼ (с 18 по 20 места)                      | -                                                   |
| Сегунда (одна группа)           | 2 команды ▲ (1-2 места)             | 1 команда из четырёх возможных ▲ (с 3 по 6 место)         | 4 команды ▼ (с 19 по 22 места)                      | -                                                   |
| Примера Федерасьон (две группы) | 2 команды ▲ (чемпион каждой группы) | 2 команды из 8 возможных ▲ (с 2 по 5 места каждой группы) | 10 команд, 5 из каждой группы ▼ (с 16 по 20 места)  | -                                                   |
| Сегунда Федерасьон (пять групп) | 5 команд ▲ (чемпион каждой группы)  | 5 команд из 20 возможных ▲ (с 2 по 5 места каждой группы) | 25 мест, 5 из каждой группы ▼ (с 14 по 18 места)    | 2 команды из 5 возможных ▼ (13 место каждой группы) |
| Терсера Федерасьон (18 групп)   | 18 команд ▲ (чемпион каждой группы) | 9 команд из 72 возможных ▲ (с 2 по 5 места каждой группы) | 54 команды, 3 из каждой группы ▼ (с 14 по 16 места) | -                                                   |

## Эволюция структуры и названий
| Уровень\Сезоны | 1929        | 1929/30—1976/77 | 1977/78—2020/21 | 2021/22      | с 2022/23          |
| -------------- | ----------- | --------------- | --------------- | ------------ | ------------------ |
| 1              | Примера     | Примера         | Примера         | Примера      | Примера            |
| 2              | Сегунда     | Сегунда         | Сегунда         | Сегунда      | Сегунда            |
| 3              | Сегунда Бes | Терсераes       | Сегунда Б       | Примера RFEF | Примера Федерасьон |
| 4              |             |                 | Терсера         | Сегунда RFEF | Сегунда Федерасьон |
| 5              |             |                 |                 | Терсера RFEF | Терсера Федерасьон |

Примечание. Примера — первый дивизион, Сегунда — второй дивизион, RFEF — Королевская испанская футбольная федерация.